# El adiós (Guillermo Silveira)
El adiós o La despedida es uno de los cuadros más «plenamente personales» de la etapa de madurez del pintor y escultor español Guillermo Silveira (1922-1987). Está pintado al óleo sobre tela y sus dimensiones son de 130 x 90 cm.

## Historia y características

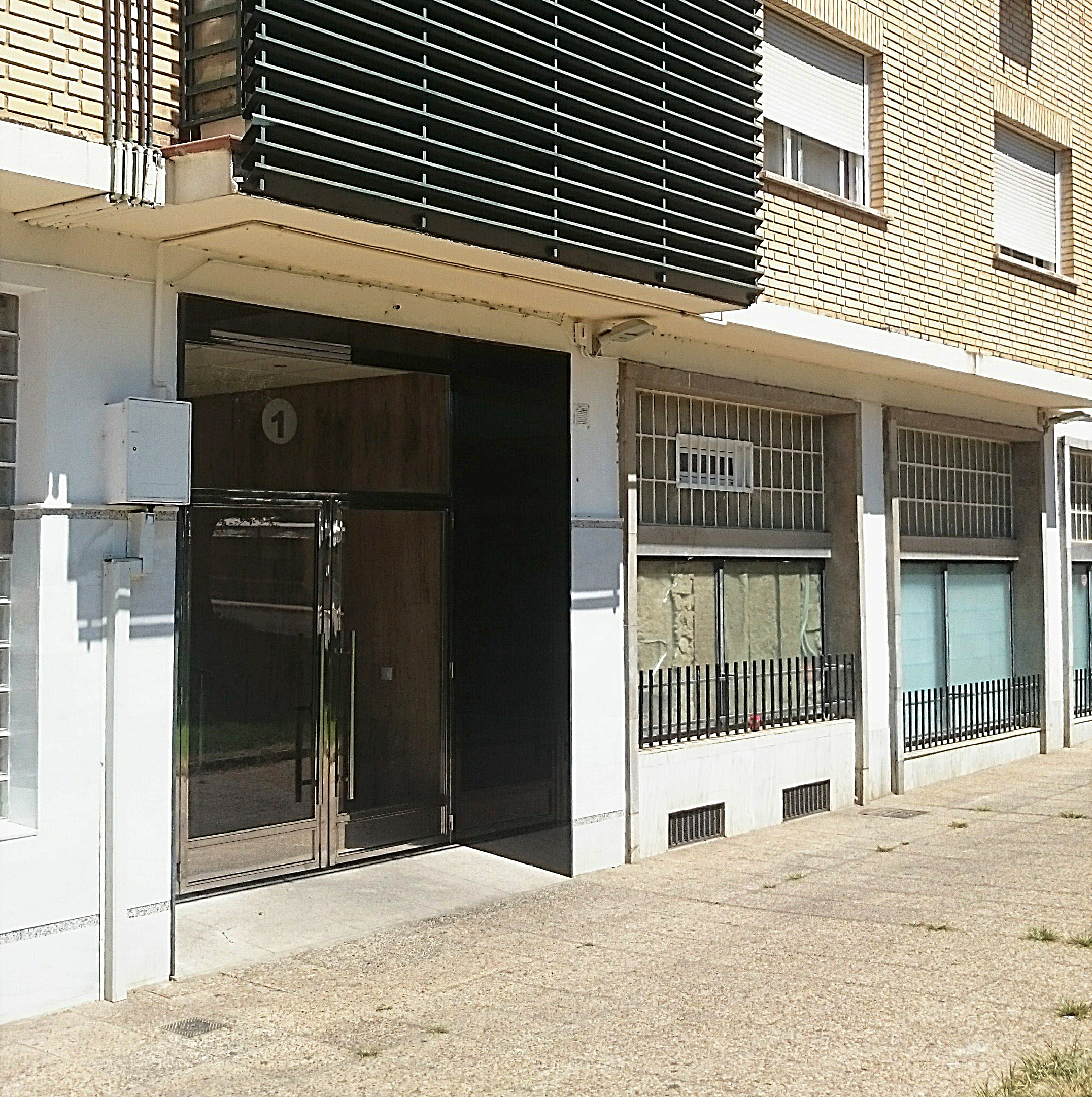
Badajoz. Vista del portal de acceso al bloque de suboficiales del Ejército del Aire ubicado en Traseras de Colón n.º 1-1.º 2 en el que el artista residió con su familia desde los últimos años 1960 hasta finales de la década siguiente.

Teniendo en consideración la fecha que aparece en el ángulo inferior izquierdo de la obra («78»), el cuadro se debió pintar en su domicilio estudio de Traseras de Colón n.º 1-1.º 2 (bloque de suboficiales del Ejército del Aire) de la capital pacense, en el que el artista residió con su familia desde finales de la década de los sesenta hasta últimos de la siguiente.
No obstante, se tiene noticia de una versión muy anterior de la pintura presentada por primera vez en la sala de exposiciones del Liceo de Mérida a finales de 1961 cuyo paradero actual se desconoce.
Con tal motivo, el poeta y periodista del diario Hoy Manuel Villamor la describió de esta forma:

El primer cuadro que se ve, que nos ata al entrar en la casa de un artista es muy significativo. El pintor tiene que imantar con su obra. Si no lo consigue es que es un artista disminuido o quizá no sea un artista auténtico.

La composición que el pintor llama "El adiós" nos tiraniza nada más llegar.
[…]

No podemos quitar los ojos de ella. "La despedida" sigue ejerciendo una poderosa atracción. ¿Dónde marcha la hija? La madre agarrota el abrazo. No puede detener lo irremediable. La hija se marcha ¿definitivamente? El tren, al fondo, tiene hormigueo de partida. Ya se ha despedido del padre que no sabe qué hacer, qué decir y se limita a mirar sin ver, desde atrás, la escena de la madre abrazando a la hija que parte, como si quisiese volverla a su vientre, como si le pesase haberla hecho nacer. Una mano-garra, en la punta de una caña-brazo negro y plana, convulsiona la escena.

Artísticamente el estudio de la obra descubre la consecución de un cierto «estilo propio», «sin tributos ni adjetivas subsidiaridades», «por la vía de un formalismo al tiempo monumental e ingenuo», que ya no encaja con el expresionismo subjetivo ni la neofiguración de su primera etapa. Cromáticamente predominan los colores terrosos, azules y grisáceos contrapuestos a una serie de tonos complementarios (rojos, amarillos, verdes), dispuestos en grandes planos delimitados mediante profundas incisiones, lo que resalta el dramáticos de dos «mujeres que se abrazan en lo que se intuye es una amarga despedida».

## Certámenes y exposiciones

### Primera versión (ant. 1962)
- «Exposición de Óleos de Guillermo Silveira García-Galán». Sala de exposiciones de la Sociedad de Instrucción y Recreo Liceo de Mérida (Badajoz), 11-17 de diciembre de 1961 (n.º 1).[12]
- «X Exposición Provincial de Arte de la Obra Sindical de Educación y Descanso». Badajoz, julio de 1962 (n.º 24).[13]
- «XX Exposición Nacional de Arte de la Obra Sindical de Educación y Descanso». Sevilla, 15-29 de diciembre de 1962 (n.º 32).[14]

### Segunda versión (1978)
- Con motivo de la presentación del mural La nave Argón llevada a cabo en la antigua Escuela de Reactores de la Base Aérea de Talavera la Real el 9 de diciembre de 1981.
- «Exposición de Pinturas de Guillermo Silveira». Muestra retrospectiva (1959-1984) con ocasión de la Semana Cultural Militar. Sala de exposiciones del Banco de Bilbao (Badajoz), 3-9 de diciembre de 1984 (n.º 5).[14]
- «Guillermo Silveira». Museo Provincial de Bellas Artes. Badajoz, 26 de marzo-31 de mayo de 2009 (n.º 51).[4]
- «Búsquedas». Palacio de los Barrantes-Cervantes. Trujillo (Cáceres), 15 de septiembre-29 de octubre de 2017 (sin numerar).[15]
- «Guillermo Silveira – un puñetazo de alma». Sala Espacio CB Arte de la Fundación CB de Badajoz. Avda. Santa Marina n.º 25, 11-29 de enero de 2022 (sin numerar).[16]

## Obras relacionadas
- La despedida, 1965. Pintura al óleo. Junto con las escultopinturas Estructura ascendente, Composición para un altar moderno y Composición para un frontis (n.os 143 y 145 del catálogo) formó parte de las obras enviadas a la segunda edición de la «Exposición Bienal de Pintura Extremeña» clausurada en Cáceres el 18 de julio de 1965 (n.º 146). Valorada en caso de venta en 10 000 pesetas.[17] Paradero desconocido.
- Apeadero las Acacias, finales de los años 1960. Óleo sobre madera, 45 x 54 cm. Col. particular, Badajoz.[18][19]
- La despedida (invierno), 1971. Gouache sobre papel, 58 x 32 cm. De la serie inconclusa Cuatro estaciones en la vida de una mujer. «GUILLERMO SILVEIRA moderno / rupturista». Casa de la Cultura de Segura de León, Badajoz, 20-23 de julio de 2017. Col. particular, Badajoz.
- El abrazo, finales de los años 1970. Técnica mixta sobre papel, 55 x 42 cm. Recordando Guillermo Silveira – Mostra Comemorativa. Fórum Cultural Transfronteiriço. Alandroal (Portugal), 8-31 de mayo de 2015. «Búsquedas». Palacio de los Barrantes-Cervantes. Trujillo (Cáceres), 15 de septiembre-29 de octubre de 2017 (sin numerar). «Guillermo Silveira – un puñetazo de alma». Sala Espacio CB Arte de la Fundación CB de Badajoz. Avda. Santa Marina n.º 25, 11-29 de enero de 2022 (sin numerar). «Silveira en el castillo». Capilla del castillo de Segura de León, 27 de mayo-26 de junio de 2022. Col. particular, Badajoz.[15][20][21]

### Hemerografía
- Moral Martínez, Diego del (may. 2019). «Guillermo Silveira el pintor de la humildad y la inocencia». Crecer en Extremadura (Badajoz: Círculo Publicitario) (17): 24-25.
- Villamor, Manuel (31 ago. 1962). «Silveira, pintor de tristeza y hondura». Hoy (Badajoz): 7, 9.
- Zoido, Antonio (12 may. 1987). «Ha muerto Guillermo Silveira, un auténtico valor de la pintura regional». Hoy (Badajoz): 14.

- Datos: Q56569534